# Harkușîne, Solone
Harkușîne (în ucraineană Гаркушине) este un sat în comuna Oleksandropil din raionul Solone, regiunea Dnipropetrovsk, Ucraina.

## Demografie
Componența lingvistică a localității Harkușîne
     Ucraineană (70,69%)
     Rusă (29,31%)
Conform recensământului din 2001, majoritatea populației localității Harkușîne era vorbitoare de ucraineană (70,69%), existând în minoritate și vorbitori de rusă (29,31%).